# (22010) Kuzmina
(22010) Kuzmina, désignation provisoire 1999 XM78, est un astéroïde troyen de Jupiter découvert en 1999.

## Description
(22010) Kuzmina a été découvert le 7 décembre 1999 à l'observatoire Magdalena Ridge, situé dans le comté de Socorro, au Nouveau-Mexique (États-Unis), par le projet Lincoln Near-Earth Asteroid Research (LINEAR).

### Caractéristiques orbitales
L'orbite de cet astéroïde est caractérisée par un demi-grand axe de 5,10 UA, un périhélie de 5,01 UA, une excentricité de 0,02 et une inclinaison de 1,41° par rapport à l'écliptique. Du fait de ces caractéristiques, à savoir un demi-grand axe compris entre 4,6 et 5,5 UA et un périhélie inférieur à 0,3 UA, il est classé, selon la JPL Small-Body Database, astéroïde troyen de Jupiter du camp grec. Il est situé au point de Lagrange L4 du système Soleil-Jupiter.

### Caractéristiques physiques
(22010) Kuzmina a une magnitude absolue (H) de 12,3 et un albédo estimé à 0,084.

## Étymologie
Cet astéroïde est nommé en l'honneur d'Anastasia Kuzmina (1984-).